# Francisco Vázquez Treserra
Francisco Vázquez Treserra (* 1891) war ein mexikanischer Botschafter.

## Leben
1934 war Francisco Vazquez Treserra zweiter Botschaftssekretär in Washington. 1937 war Francisco Vazquez Treserra Generalkonsul in London.
| Vorgänger                  | Amt                                                                                         | Nachfolger                                 |
| -------------------------- | ------------------------------------------------------------------------------------------- | ------------------------------------------ |
| Vicente Veloz González     | Geschäftsträger an der mexikanischen Botschaft in Bukarest 6. März 1938 bis 7. Oktober 1940 | Armando Cantú Medina                       |
| Juan Manuel Alcaraz Tornel | Mexikanischer Botschafter in Port-au-Prince 3. März 1941 bis 1945                           | José Ángel Ceniceros Andonegui             |
| Francisco del Río y Cañedo | Mexikanischer Botschafter in Frankreich 2. Februar 1948 alternierend bis 17. November 1951  | Federico Jiménez O’Farrill, Froylán Enciso |
| Waldo Romo Castro          | Mexikanischer Botschafter in Bern 25. September 1952 bis 27. Februar 1958                   | Alfredo Martínez Baca                      |
| Víctor Alfonso Maldonado   | Mexikanischer Botschafter in Ankara 11. September 1958 bis 3. Juli 1959                     | Luis Alva Cejudo                           |
| César Enrique Garizurieta  | Mexikanischer Botschafter in Port-au-Prince 21. Juli 1959 bis 1962                          | Bernardo Reyes Morales                     |